# Kyle Schmid
Kyle Andreas Schmid (ur. 3 sierpnia 1984 w Mississauga) – kanadyjski aktor i reżyser.
Za rolę Scotta Millera w dramacie muzycznym Hallmark/Showtime Orkiestra Sandy Bottom (The Sandy Bottom Orchestra, 2000) był nominowany do Young Artist Award w kategorii najlepszy występ w filmie telewizyjnym (dramacie) – młody aktor drugoplanowy za rolę Scotta Millera w telewizyjnym dramacie. Był także nominowany do nagrody „The Hollywood Reporter” dla najlepszego pierwszoplanowego aktora w filmie telewizyjnym za rolę Alexa Thompsona w familijnym komediodramacie sportowym Disneya Alley Cat Strike (2000). Za rolę Szawła w telewizyjnym filmie biblijnym Szaweł – droga do Damaszku (Saul: The Journey to Damascus, 2014) zdobył nominację do Kanadyjskiej Nagrody Ekranowej dla najlepszego aktora pierwszoplanowego w serialu dramatycznym lub miniserialu

## Wczesne lata
Urodził się w Mississauga w Ontario. W wieku 12 lat był modelem. Ukończył Port Credit Secondary School, gdzie jako nastolatek grał w piłkę nożną w drużynie Erin Mills i poważnie myślał o karierze piłkarskiej. Pisał scenariusze oraz uprawiał rozmaite sporty: pływanie, snowboarding, jeździectwo i rowerze górskim. Zamieszkał w Los Angeles w Kalifornii.

## Kariera
Zadebiutował w dreszczowcu akcji Wirus (Virus, 1996) z Brianem Bosworthem. W kanadyjsko–brytyjskim serialu komediowym science fiction dla dzieci Freeform Byłem kosmitą w szóstej klasie! (I Was a Sixth Grade Alien, 1999–2000) zagrał tyrana Jordana Lyncha. Wystąpił w serialach – Piękni (2005–2006), Degrassi: Nowe pokolenie (2001), Odysseja (2003), Dziwne przypadki w Blake Holsey High (2005) i CSI: Kryminalne zagadki Miami (2007). W serialu Lifetime Więzy krwi został obsadzony w roli 450–letniego wampira Henry’ego Fitzroya. Grał w filmach – Dziewczyny Cheetah (2003), Historia przemocy (2005), Stowarzyszenie wędrujących dżinsów (2005), Zerophilia (2005), Pakt milczenia (2006) i Prześladowca 2 (2008). W serialu Netflix The I-Land (2019) wystąpił jako Moses z Natalie Martinez, Kate Bosworth i Alexem Pettyferem.

## Działalność humanitarna
Wraz z przyjaciółmi założył fundację Love Cures Cancer, która działa w środowisku artystycznym Hollywood, zbierając fundusze na leczenie dzieci chorych na raka.

## Życie prywatne
13 lutego 2023 zawarł związek małżeński z aktorką Caity Lotz.

## Wybrana filmografia

### Filmy
- Alley Cats Strike (2000) jako Alex Thompson
- Fast Food High (2003) jako Brad
- Dziewczyny Cheetah (TV, 2003) jako Derek
- Pacyfikator (2005) jako Scott
- Historia przemocy (2005) jako Bobby
- Stowarzyszenie wędrujących dżinsów (2005) jako Paul Rodman
- Zerophilia (2005) jako Max
- Pakt milczenia (2006) jako Aaron Abbott
- Prześladowca 2 (2008) jako Nick
- Haunted Prison (2008) jako Keith
- Śmiertelna odwilż (2009) jako Federico Fulce
- Fear Island (2009) jako Tyler
- GravyTrain (2010) jako Lance Dancaster
- Szaweł – droga do Damaszku (2014) jako Szaweł
- 88 (2015) jako Aster

### Seriale
- Degrassi: Nowe pokolenie (2001) jako dziennikarz NAK
- Odysseja (2003) jako Zack Ambrose
- Dziwne przypadki w Blake Holsey High (2005) jako Blake Holsey
- Seks z internetu (2005) jako Timmy
- Poszukiwani (2005) jako Xavier Redman
- Piękni (2005) jako Evan Fraser
- CSI: Kryminalne zagadki Miami (2007) jako Andrew Hillman
- Więzy krwi (2007) jako Henry Fitzroy
- Smallville (2008) jako Sebastian Kane
- Arrow (2012) jako Kyle Reston / Ace
- Stróż prawa (2012–13) jako Robert Morehouse
- Zagubiona tożsamość (2014) jako Rainer / wędrowiec
- Motyw (2015) jako Derek Caster
- CSI: Cyber (2016) jako żniwiarz
- Six (2017–2018) jako Alex Caulder
- Hell’s Kitchen (2018) w roli samego siebie
- The I-Land (2019) jako Moses
- Rekrut (2023) jako detektyw Noah Foster